# Luxemburgische Tischtennismeisterschaft
Die luxemburgische Tischtennismeisterschaften werden jährlich von der Fédération Luxembourgeoise de Tennis de Table (FLTT) ausgerichtet.

## Übersicht der Meister
| Saison | Herreneinzel        | Dameneinzel        | Herrendoppel                           | Damendoppel                         | Mixed                                 | Herrenteam            | Damenteam             |
| ------ | ------------------- | ------------------ | -------------------------------------- | ----------------------------------- | ------------------------------------- | --------------------- | --------------------- |
| 1937   | nicht ausgetragen   | nicht ausgetragen  | nicht ausgetragen                      | nicht ausgetragen                   | nicht ausgetragen                     | P. P. Lëtzebuerg      | nicht ausgetragen     |
| 1938   | Henrion Gust        | nicht ausgetragen  | Wilmes Marcel Steinmetz Metty          | nicht ausgetragen                   | nicht ausgetragen                     | P. P. Lëtzebuerg      | nicht ausgetragen     |
| 1939   | Roeser Pierre       | Scholtes Cécile    | Klaess G. Buchler E.                   | nicht ausgetragen                   | nicht ausgetragen                     | Maccabi Luxembourg    | nicht ausgetragen     |
| 1940   | Jaminet Marcel      | Scholtes Cécile    | Wirtz Ferd Meyer R.                    | nicht ausgetragen                   | Steinmetz Metty Scholtes Cécile       | Capip 1937 Luxembourg | nicht ausgetragen     |
| 1941   | nicht ausgetragen   | nicht ausgetragen  | nicht ausgetragen                      | nicht ausgetragen                   | nicht ausgetragen                     | Lëtzebuerg 35         | nicht ausgetragen     |
| 1942   | nicht ausgetragen   | nicht ausgetragen  | nicht ausgetragen                      | nicht ausgetragen                   | nicht ausgetragen                     | nicht ausgetragen     | nicht ausgetragen     |
| 1943   | nicht ausgetragen   | nicht ausgetragen  | nicht ausgetragen                      | nicht ausgetragen                   | nicht ausgetragen                     | nicht ausgetragen     | nicht ausgetragen     |
| 1944   | nicht ausgetragen   | nicht ausgetragen  | nicht ausgetragen                      | nicht ausgetragen                   | nicht ausgetragen                     | nicht ausgetragen     | nicht ausgetragen     |
| 1945   | nicht ausgetragen   | nicht ausgetragen  | nicht ausgetragen                      | nicht ausgetragen                   | nicht ausgetragen                     | nicht ausgetragen     | nicht ausgetragen     |
| 1946   | Oster Paul          | Wiltzius Léonie    | Oster Paul Carlo Jaminet               | Wiltzius Loni Adam Ernestine        | Wiltzius Nic Wiltzius Loni            | Differdange           | nicht ausgetragen     |
| 1947   | Oster Paul          | Wiltzius Léonie    | Wirtz Ferd Willmes Marcel              | Wiltzius Loni Adam Ernestine        | Steinmetz Metty Wiltzius Loni         | Differdange           | nicht ausgetragen     |
| 1948   | Oster Paul          | Adam Ernestine     | Oster Paul Carlo Jaminet               | Adam Ernestine Steinmetz Annette    | Steinmetz Metty Steinmetz Annette     | Differdange           | nicht ausgetragen     |
| 1949   | Carlo Jaminet       | Steinmetz Annette  | Oster Paul Carlo Jaminet               | Steinmetz Annette Steffen           | Steinmetz Metty Steinmetz Annette     | Amicale Luxembourg    | nicht ausgetragen     |
| 1950   | Carlo Jaminet       | Schmit Anny        | Oster Paul Carlo Jaminet               | Fraiture H. Schmitz L.              | Steinmetz Metty Steinmetz Annette     | Spora Luxemburg       | nicht ausgetragen     |
| 1951   | Carlo Jaminet       | Schmit Anny        | Oster Paul Carlo Jaminet               | nicht ausgetragen                   | Carlo Jaminet Schmit Anny             | Differdange           | nicht ausgetragen     |
| 1952   | Carlo Jaminet       | nicht ausgetragen  | Félix Felten Willmes Marcel            | nicht ausgetragen                   | nicht ausgetragen                     | Spora Luxemburg       | nicht ausgetragen     |
| 1953   | Carlo Jaminet       | nicht ausgetragen  | Félix Felten Willmes Marcel            | nicht ausgetragen                   | nicht ausgetragen                     | Differdange           | nicht ausgetragen     |
| 1954   | Carlo Jaminet       | nicht ausgetragen  | Félix Felten Willmes Marcel            | nicht ausgetragen                   | nicht ausgetragen                     | Dommeldange           | nicht ausgetragen     |
| 1955   | Félix Felten        | nicht ausgetragen  | Oster Paul Carlo Jaminet               | nicht ausgetragen                   | nicht ausgetragen                     | Hollerich             | nicht ausgetragen     |
| 1956   | Carlo Jaminet       | nicht ausgetragen  | Carlo Jaminet Krecké Jacques           | nicht ausgetragen                   | nicht ausgetragen                     | Red Boys Differdange  | nicht ausgetragen     |
| 1957   | Félix Felten        | nicht ausgetragen  | Carlo Jaminet Krecké Jacques           | nicht ausgetragen                   | nicht ausgetragen                     | Red Boys Differdange  | nicht ausgetragen     |
| 1958   | Félix Felten        | Damhaut Jeannette  | Félix Felten Brimaire Marcel           | nicht ausgetragen                   | nicht ausgetragen                     | Red Boys Differdange  | nicht ausgetragen     |
| 1959   | Krecké Jacques      | Jung Hély          | Carlo Jaminet Krecké Jacques           | nicht ausgetragen                   | nicht ausgetragen                     | Red Boys Differdange  | nicht ausgetragen     |
| 1960   | Carlo Jaminet       | Jung Hély          | Félix Felten Brimaire Marcel           | Jung Hély Wegener Aline             | Carlo Jaminet Wegener Aline           | Red Boys Differdange  | Palette Esch          |
| 1961   | Brimaire Marcel     | Wegener Aline      | Kirpes M. Langehegermann Val           | Damhaut Jeannette Frising Annette   | Lang J. Jung Hély                     | Red Boys Differdange  | Capip 1937 Luxembourg |
| 1962   | Krecké Jacques      | Frising Annette    | Boden Fernand Schwartz J.              | Wegener Aline Kirsch E.             | Carlo Jaminet Wegener Aline           | Red Boys Differdange  | Capip 1937 Luxembourg |
| 1963   | Félix Felten        | Frising Annette    | Krecké Gaston Campill René             | Frising Annette Reinert Nicole      | Carlo Jaminet Wegener Aline           | Red Boys Differdange  | Capip 1937 Luxembourg |
| 1964   | Krecké Jacques      | Reinert Nicole     | Carlo Jaminet Welscher Lucien          | Frising Annette Reinert Nicole      | Carlo Jaminet Wegener Aline           | Red Boys Differdange  | Capip 1937 Luxembourg |
| 1965   | Félix Felten        | Reinert Nicole     | Carlo Jaminet Welscher Lucien          | Wegener Aline Leininger Liliane     | Carlo Jaminet Wegener Aline           | Red Boys Differdange  | Capip 1937 Luxembourg |
| 1966   | Krecké Gaston       | Reinert Nicole     | Boden Fernand Krecké Gaston            | Leininger Liliane Reinert Nicole    | Krecké Gaston Reinert Nicole          | Red Boys Differdange  | Capip 1937 Luxembourg |
| 1967   | Krecké Gaston       | Reinert Nicole     | Boden Fernand Krecké Gaston            | Thill Tilly Wivines Liette          | Carlo Jaminet Wegener Aline           | Red Boys Differdange  | Schifflange           |
| 1968   | Krecké Gaston       | Reinert Nicole     | Félix Felten Brimaire Marcel           | Reinert Nicole Thoma L.             | Carlo Jaminet Wegener Aline           | Red Boys Differdange  | Schifflange           |
| 1969   | Scheibel Marcel     | Reinert Nicole     | Krecké Gaston Weimerskirch Gaston      | Thill Tilly Jeanny Dom              | Boden Fernand Jeanny Dom              | Hollerich             | Capip 1937 Luxembourg |
| 1970   | Boden Fernand       | Jeanny Dom         | Scheibel Marcel Carlo Jaminet          | Thill Tilly Jeanny Dom              | Boden Fernand Jeanny Dom              | Dommeldange           | Nospelt               |
| 1971   | Krier Jean          | Krier Berthy       | Oth Gast Krier Jean                    | Krecké Nicole Putz Christiane       | Krecké Gaston Krecké-Reinert Nicole   | Dommeldange           | Capip 1937 Luxembourg |
| 1972   | Scheibel Marcel     | Krier Berthy       | Boden Fernand Hartmann André           | Jeanny Dom Krier Berthy             | Putz Camille Putz Christiane          | Schifflange           | Capip 1937 Luxembourg |
| 1973   | Putz Camille        | Jeanny Dom         | Scheibel Marcel Cloos Jim              | Krier Berthy Putz Christiane        | Krier Berthy Cloos Jim                | Schifflange           | Capip 1937 Luxembourg |
| 1974   | Oth Gaston          | Krier Berthy       | Oth Gast Putz Camille                  | Jeanny Dom Krier Berthy             | Hartmann André Jeanny Dom             | Dommeldange           | Echternach            |
| 1975   | Krier Jean          | Jeanny Dom         | Oth Gast Putz Camille                  | Jeanny Dom Krier Berthy             | Hartmann André Jeanny Dom             | Schifflange           | Echternach            |
| 1976   | Haas Patrick        | Krier Berthy       | Oth Gast Krier Jean                    | Jeanny Dom Krier Berthy             | Hartmann André Jeanny Dom             | Schifflange           | Capip 1937 Luxembourg |
| 1977   | Putz Camille        | Krier Berthy       | Scheibel Marcel Schreiners Serge       | Jeanny Dom Krier Berthy             | Hartmann André Jeanny Dom             | Schifflange           | Capip/Dommeldange     |
| 1978   | Putz Camille        | Jeanny Dom         | Birel Michel Scheibel Marcel           | Jeanny Dom Carine Risch             | Krecké Gaston Krecké-Reinert Nicole   | Remich                | Capip/Dommeldange     |
| 1979   | Stebens Guy         | Krier-Fisch Berthy | Hartmann André Putz Camille            | Jeanny Dom Carine Risch             | Putz Camille Carine Risch             | Remich                | Capip/Dommeldange     |
| 1980   | Hartmann André      | Carine Risch       | Scheibel Marcel Krier Jean             | Carine Risch Deltour Nadine         | Scheibel Marcel Fisch-Krier Berthy    | Remich                | Capip/Dommeldange     |
| 1981   | Maas Yves           | Carine Risch       | Maas Yves Scheibel Marcel              | Carine Risch Deltour Nadine         | Scheibel Marcel Fisch-Krier Berthy    | Schifflange           | Capip/Dommeldange     |
| 1982   | Maas Yves           | Carine Risch       | Maas Yves Scheibel Marcel              | Carine Risch Deltour Nadine         | Hartmann André Jeanny Dom             | Schifflange           | Capip/Dommeldange     |
| 1983   | Hartmann André      | Carine Risch       | Maas Yves Scheibel Marcel              | Carine Risch Deltour Nadine         | Hartmann André Jeanny Dom             | Echternach            | Palette Esch          |
| 1984   | Maas Yves           | Carine Risch       | Maas Yves Scheibel Marcel              | Carine Risch Deltour Nadine         | Scheibel Marcel Fisch-Krier Berthy    | Echternach            | Capip/Dommeldange     |
| 1985   | Maas Yves           | Carine Risch       | Maas Yves Scheibel Marcel              | Carine Risch Zeimet Léa             | Maas Yves Carine Risch                | Remich                | Bascharage            |
| 1986   | Maas Yves           | Toussaint Malou    | Putz Camille Krier Jean                | Fisch Berthy Deltour Nadine         | Krecke Gast Toussaint Malou           | Remich                | Capellen              |
| 1987   | Maas Yves           | Zeimet Léa         | Bouschet Claude Mischo Pascal          | Peggy Regenwetter Schroeder Angela  | Zeimet Léa Bouschet Claude            | Schifflange           | Howald                |
| 1988   | Maas Yves           | Carine Krings      | Maas Yves Hartmann André               | Peggy Regenwetter Schroeder Angela  | Zeimet Léa Bouschet Claude            | Remich                | Peppange              |
| 1989   | Wintersdorff Daniel | Van Ween Wendy     | Wintersdorff Daniel Tomaszewski Claude | Zeimet Léa Carine Krings            | Carine Krings Putz Camille            | Remich                | Cado                  |
| 1990   | Caenaro Sandro      | Paler Michèle      | Caenaro Sandro Schaus Christian        | Zeimet Léa Carine Krings            | Carine Krings Putz Camille            | Schifflange           | Cado                  |
| 1991   | Oth Michel          | Peggy Regenwetter  | Wintersdorff Daniel Tomaszewski Claude | Carine Krings Higuet Nathalie       | Corsi Christine Caenaro Sandro        | Schifflange           | Strassen              |
| 1992   | Schaus Christian    | Peggy Regenwetter  | Wintersdorff Daniel Schaus Christian   | Peggy Regenwetter Meyer Benedicte   | Hemmer Pascal Schmit Nathalie         | Sandweiler            | Ettelbruck            |
| 1993   | Kox Joël            | Peggy Regenwetter  | Wintersdorff Daniel Schaus Christian   | Corsi Christine Paler Michèle       | Wintersdorff Daniel Peggy Regenwetter | Ettelbruck            | Ettelbruck            |
| 1994   | Braun Henri         | Schmit Nathalie    | Wintersdorff Daniel Schaus Christian   | Corsi Christine Paler Michèle       | Wintersdorff Daniel Peggy Regenwetter | Echternach            | Ettelbruck            |
| 1995   | Caenaro Sandro      | Peggy Regenwetter  | Wintersdorff Daniel Schaus Christian   | Peggy Regenwetter Bremer Corinne    | Wintersdorff Daniel Peggy Regenwetter | Echternach            | Ettelbruck            |
| 1996   | Kox Joël            | Paler Michèle      | Oth Michel Caenaro Sandro              | Paler Michèle Meyer Benedicte       | Wintersdorff Daniel Peggy Regenwetter | Ettelbruck            | Ettelbruck            |
| 1997   | Wintersdorff Daniel | Peggy Regenwetter  | Wintersdorff Daniel Schaus Christian   | Peggy Regenwetter Bremer Corinne    | Wintersdorff Daniel Peggy Regenwetter | Ettelbruck            | Hollerich             |
| 1998   | Wintersdorff Daniel | Peggy Regenwetter  | Oth Michel Caenaro Sandro              | Peggy Regenwetter Bremer Corinne    | Wintersdorff Daniel Peggy Regenwetter | Peppange              | Howald                |
| 1999   | Raison Jérôme       | Meyer Benedicte    | Oth Michel Caenaro Sandro              | Meyer Benedicte Heintz Jessie       | Wintersdorff Daniel Peggy Regenwetter | Echternach            | Howald                |
| 2000   | Kox Joël            | Peggy Regenwetter  | Oth Michel Caenaro Sandro              | Meyer Benedicte Heintz Jessie       | Caenaro Sandro Heintz Jessie          | Lintgen               | Howald                |
| 2001   | Wintersdorff Daniel | Peggy Regenwetter  | Wintersdorff Daniel Schaus Christian   | Meyer Benedicte Heintz Jessie       | Schaus Christian Peggy Regenwetter    | Bissen                | Howald                |
| 2002   | Ciociu Traian       | Peggy Regenwetter  | Jachec David Santomauro Fabio          | Peggy Regenwetter Haan Simone       | Schaus Christian Peggy Regenwetter    | Bissen                | Howald                |
| 2003   | Caenaro Sandro      | Peggy Regenwetter  | Ciociu Traian Bermes Ralph             | Collette Debbie Heintz Jessie       | Bouschet Claude Peggy Regenwetter     | Bissen                | Esch Abol/Bonnevoie   |
| 2004   | Ciociu Traian       | Collette Debbie    | Oth Michel Caenaro Sandro              | Peggy Regenwetter Haan Simone       | Dijou Stéphane Timmermann Michèle     | Bissen                | Howald                |
| 2005   | Ciociu Traian       | Peggy Regenwetter  | Michely Gilles De Sousa Arlindo        | Peggy Regenwetter Haan Simone       | Michely Gilles Hartmann Carole        | Ettelbruck            | Howald                |
| 2006   | Michely Gilles      | Haan Simone        | Michely Gilles De Sousa Arlindo        | Meis Anouk Tessy Gonderinger        | Bouschet Claude Peggy Regenwetter     | Echternach            | Howald                |
| 2007   | Raison Jérôme       | Peggy Regenwetter  | Kox Joël Raison Jérôme                 | Peggy Regenwetter Haan Simone       | Michely Gilles Hartmann Carole        | Ettelbruck            | Howald                |
| 2008   | Ciociu Traian       | Peggy Regenwetter  | De Sousa Arlindo Michely Gilles        | Peggy Regenwetter Haan Simone       | Bast Mike Haan Simone                 | Ettelbruck            | Bascharage            |
| 2009   | Raison Jérôme       | Peggy Regenwetter  | Kox Joël Raison Jérôme                 | Peggy Regenwetter Haan Simone       | Bouschet Claude Peggy Regenwetter     | Ettelbruck            | Bascharage            |
| 2010   | Ciociu Traian       | Haan Simone        | Michely Gilles Bast Mike               | Sarah De Nutte Tessy Gonderinger    | Michely Gilles Hartmann Carole        | Ettelbruck            | Bascharage            |
| 2011   | Ciociu Traian       | Sadikovic Egle     | Ciociu Traian Bast Mike                | Sarah De Nutte Tessy Gonderinger    | Simon Fabien Sarah De Nutte           | Ettelbruck            | Bascharage            |
| 2012   | Ciociu Traian       | Sarah De Nutte     | Michely Gilles Bast Mike               | Sarah De Nutte Tessy Gonderinger    | Michely Gilles Hartmann Carole        | Echternach            | Bascharage            |
| 2013   | Michely Gilles      | Sadikovic Egle     | Christian Kill Simon Fabien            | Sarah De Nutte Tessy Gonderinger    | Gonderinger Eric Tessy Gonderinger    | Dudelange             | Roodt/Syre            |
| 2014   | Ciociu Traian       | Sarah De Nutte     | Michely Gilles Bast Mike               | Sarah De Nutte Tessy Gonderinger    | Eric Glod Simon Martine               | Dudelange             | Bascharage            |
| 2015   | Michely Gilles      | Sarah De Nutte     | Cloos Jim Krier Hugo                   | Sarah De Nutte Tessy Gonderinger    | Michely Luc Konsbruck Danielle        | Dudelange             | Bascharage            |
| 2016   | Michely Gilles      | Sarah De Nutte     | Eric Glod Feltes Carlo                 | Sarah De Nutte Tessy Gonderinger    | Gonderinger Eric Tessy Gonderinger    | Dudelange             | Bascharage            |
| 2017   | Luka Mladenovic     | Sarah De Nutte     | Eric Glod Christian Kill               | Sarah De Nutte Tessy Gonderinger    | Christian Kill Hartmann Carole        | Dudelange             | Rued                  |
| 2018   | Eric Glod           | Sarah De Nutte     | Eric Glod Feltes Carlo                 | Tamasauskaite Egle Hartmann Carole  | Christian Kill Hartmann Carole        | Dudelange             | Rued                  |
| 2019   | Christian Kill      | Sarah De Nutte     | Luka Mladenovic Thillen Eric           | Sarah De Nutte Tessy Gonderinger    | Luka Mladenovic Sarah De Nutte        | Dudelange             | Rued                  |
| 2020   | Luka Mladenovic     | Sarah De Nutte     | Christian Kill Tonon\|- Yves           | Sarah De Nutte Tessy Gonderinger    | Eric Glod Gales Larissa               |                       |                       |
| 2021   | Eric Glod           | Sarah De Nutte     |                                        |                                     |                                       |                       |                       |
| 2022   | Eric Glod           | Sarah De Nutte     |                                        |                                     |                                       |                       |                       |
| 2023   | Eric Glod           | Tessy Gonderinger  | Maël Van Dessel Eric Glod              | Dominique Kieffer Tessy Gonderinger | Maël Van Dessel Ariel Barbosa         |                       |                       |
| 2024   | Maël Van Dessel     | Tessy Gonderinger  | Maël Van Dessel Gene Wantz             | Ariel Barbosa Tessy Gonderinger     | Eric Glod Tessy Gonderinger           |                       |                       |

Capip 1937 Luxembourg fusionierte im Juni 1976 zu Capip/Dommeldange und trägt seit 1986 den Namen Cado Limpertsberg.